# Boys Like You
"Boys Like You" är en låt framförd av den sydkoreanska tjejgruppen Itzy. Den gavs ut som singel från deras EP Cheshire den 21 oktober 2022 genom JYP Entertainment och Republic Records. Som gruppens första engelska singel blev den ett kommersiellt misslyckande och nådde som bäst plats 42 på Circle Download Chart.

## Komposition
Låten är skriven av Didrik Thott, Sebastian Thott och Hayley Aitken, med text av Didrik Thott, Hayley Aitken, Sara Davis, Ellie Suh och Lee Joo Hee. Den arrangerades av Sebastian Thott. "Boys Like You" är en poplåt med punkinfluenser vars låttext sänder ut en varning till en omogen partner.

## Musikvideo
Videon till låten publicerades på JYP Entertainments Youtube-kanal den 21 oktober 2022. Den regisserades av Hat Trick.

## Medverkande
Information från Melon.
- Itzy — sång
- Didrik Thott — sångtext, komposition
- Hayley Aitken — sångtext, komposition
- Sara Davis — sångtext
- Ellie Suh (153/Joombas) — sångtext
- Juhee Lee (MUMW) — sångtext
- Sebastian Thott — komposition, arrangemang, keyboard, programmering
- Frankie Day (The Hub) — bakgrundssång, sångcoach
- Brian U — sångcoach, inspelning
- Friday (Galactica) — sångcoach
- Lee Sang-yeop — digital redigering, inspelning
- Lim Chan-mi — digital redigering
- Um Se-hee — inspelning
- Ku Hye-jin — inspelning
- Tony Maserati — ljudmix
- David K — ljudmix
- Younghyun — ljudmix
- Valley Glen — ljudmix
- Chris Gehringer — mastering

## Listplaceringar
| Lista (2022)               | Högsta placering |
| -------------------------- | ---------------- |
| Sydkorea BGM (Circle)      | 125              |
| Sydkorea Download (Circle) | 42               |